# Warschauer Ghetto

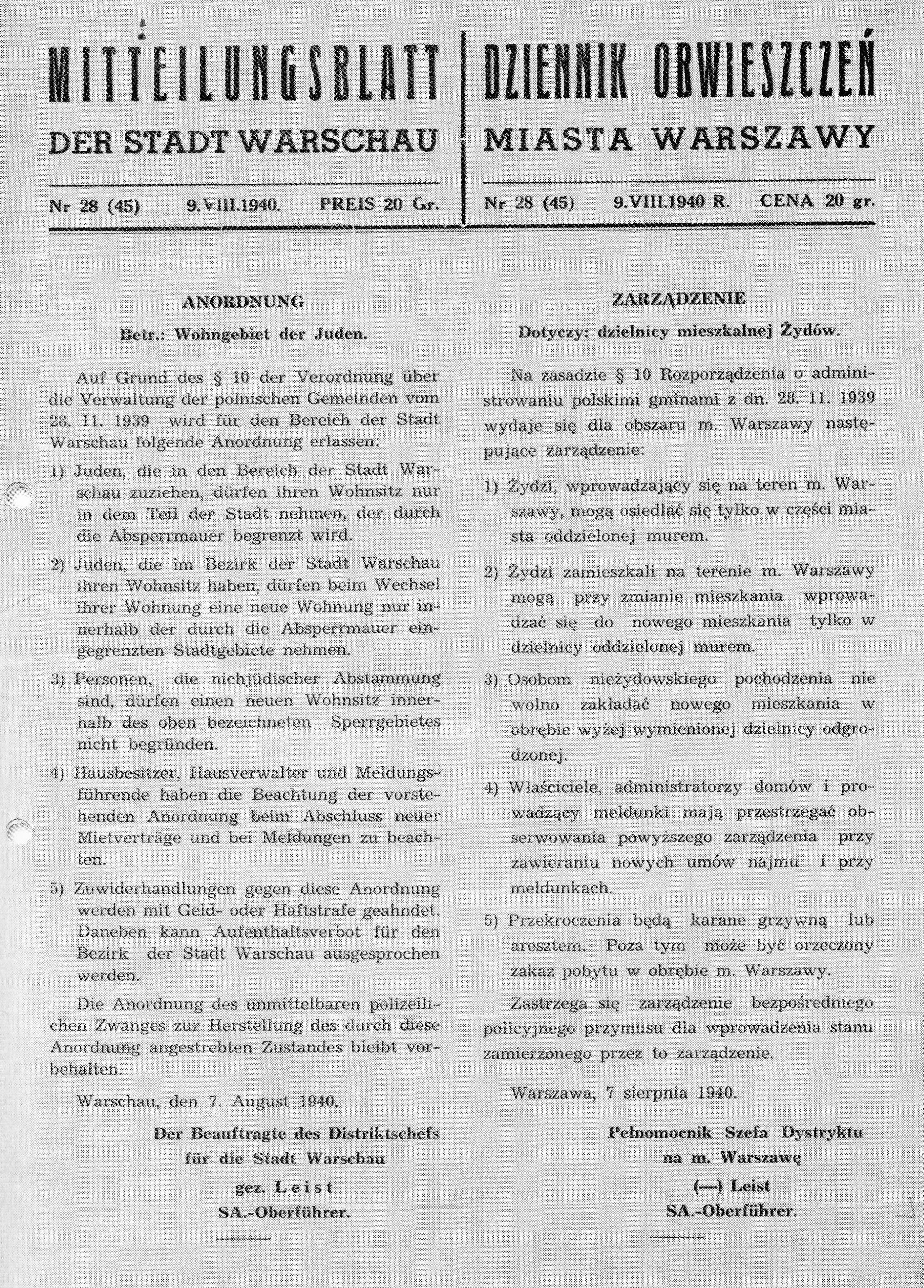
Anordnung Ludwig Leists zur Umsiedlung der Juden in das Warschauer Ghetto, 7. August 1940.

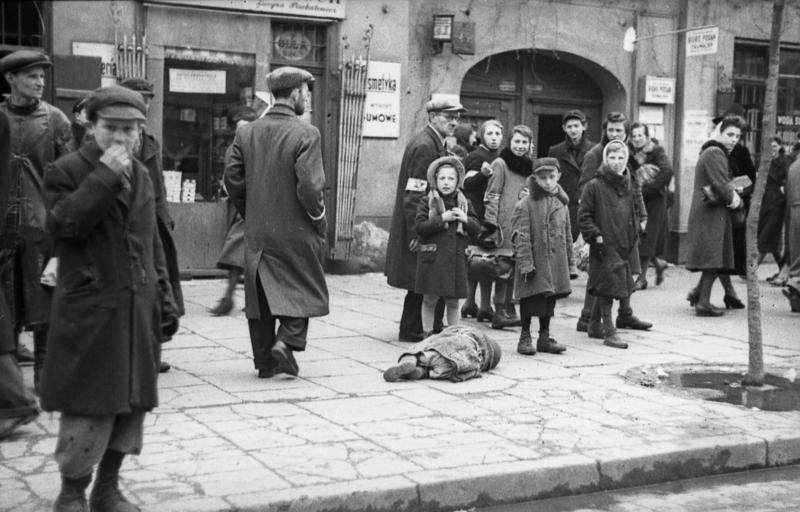
Ein Kind liegt auf einem Gehsteig im Ghetto. Aufnahme durch einen Angehörigen der Propagandakompanie 689 Zermin, Mai 1941

Lage des Ghettos 1940 (in einer Karte von 1938)
Grün – Bürstenfabrik; Blau – Werkstätten; Pink – „Umschlagplatz“ (ehem. Güter-Bf). Gelb – Restgebiet nach den Massendeportationen im Jahr 1942

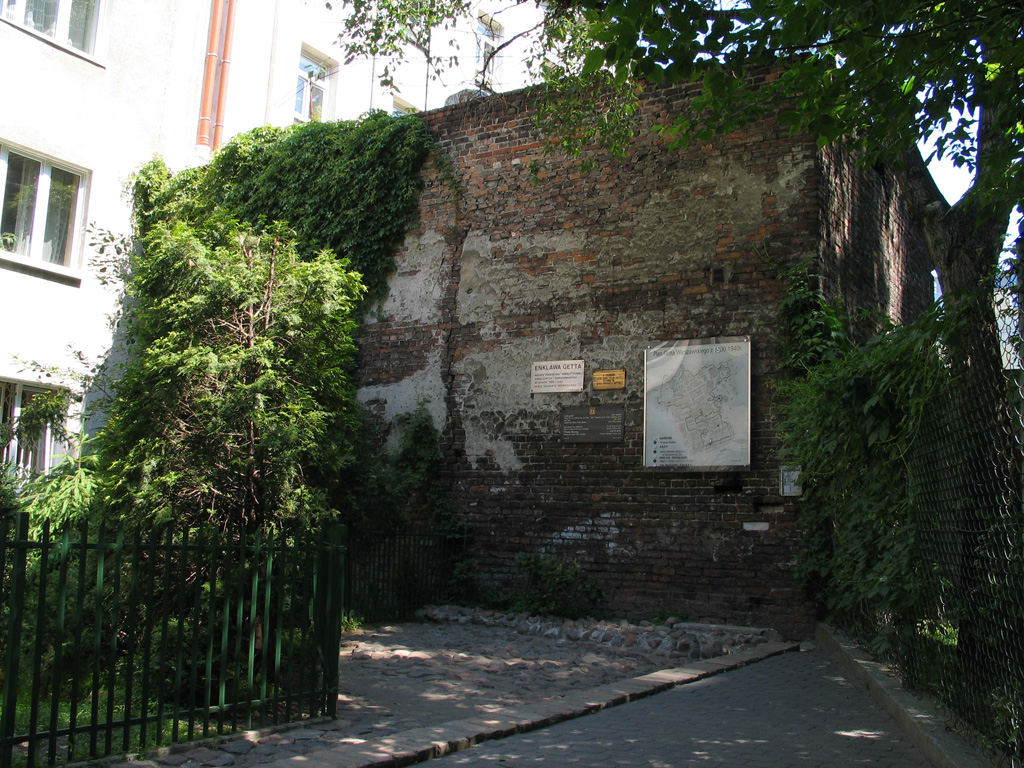
Rest der Ghetto-Mauer in einem Warschauer Hinterhof (2005)

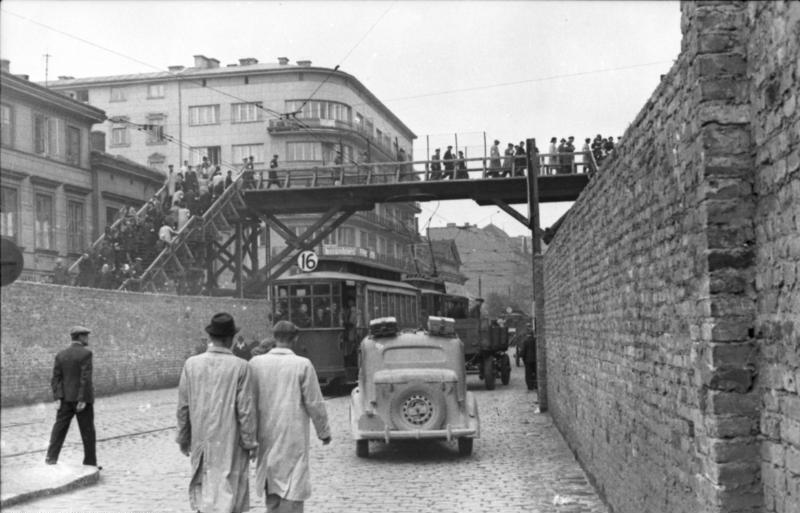
Brücke zur Verbindung zweier Ghetto-Teile (1942)

Das Warschauer Ghetto, von den deutschen Behörden „Jüdischer Wohnbezirk in Warschau“ genannt, wurde im Zweiten Weltkrieg von den Nationalsozialisten für Juden aus der näheren und weiteren Umgebung errichtet und war das bei weitem größte Sammellager dieser Art. Es wurde Mitte 1940 im Stadtzentrum Warschaus, westlich der Altstadt im Stadtteil Wola zwischen dem Bahnhof Warszawa Gdańska und dem Hauptbahnhof Dworzec Główny und dem Jüdischen Friedhof, errichtet. Hierher wurden vor allem Juden aus ganz Warschau, aus anderen unter deutscher Kontrolle stehenden polnischen Regionen sowie aus dem deutschen Reichsgebiet und anderen besetzten Ländern deportiert. Es diente schließlich hauptsächlich als Sammellager für die Deportationen in das Vernichtungslager Treblinka der SS und war als solches Teil der organisierten Massenvernichtung, der sogenannten „Endlösung der Judenfrage“ (der Shoah). Das Warschauer Ghetto war 1943 der Ort der größten jüdischen Widerstandsaktion gegen den Völkermord, des jüdischen Aufstands im Warschauer Ghetto, der vom 19. April bis mindestens zum 16. Mai 1943 dauerte.
Vor dem Zweiten Weltkrieg war Polen die Heimat der größten jüdischen Gemeinde in Europa. Die meisten polnischen Juden lebten in den Städten. Warschau war das Zentrum des jüdischen sozialen, kulturellen, politischen und religiösen Lebens. 1939 lebten vor dem deutschen Überfall auf Polen fast 370.000 Juden in der polnischen Hauptstadt, was fast 30 Prozent der Gesamtbevölkerung der Stadt ausmachte. Das Warschauer Ghetto sollte das größte aller jüdischen Ghettos im von den Nazis besetzten Europa werden.
Am 2. Oktober 1940 befahlen die Deutschen allen jüdischen Einwohnern der Stadt innerhalb von sechs Wochen den Umzug in ein Gebiet westlich vom Zentrum. Dort mussten die nichtjüdischen Bewohner ihre Wohnungen verlassen. Das Warschauer Ghetto wurde ab der Nacht vom 15. auf den 16. November 1940 in der Folgezeit mit einer 18 Kilometer langen und 3 Meter hohen Umfassungsmauer abgeriegelt und die anfangs 22 Tore von SS-Wachen unter dem Kommando Paul Moders bewacht. Heinz Auerswald, ein deutscher NS-Jurist, wurde als Kommissar über den nun so genannten „Jüdischen Wohnbezirk“ eingesetzt. Das Ghetto erhielt – wie andere Sammellager im besetzten Europa – eine nur nominelle Selbstverwaltung in Form eines den Deutschen vollkommen unterstellten Judenrats, dem wiederum eine unbewaffnete jüdische Ordnungspolizei unterstand. Die Aufgaben des Judenrats, mit Adam Czerniaków als Ältestem, waren vielfältig: sie reichten von der Armenfürsorge über alltägliche Ordnungsdienste, die Einhaltung von Arbeitsbestimmungen bis hin zur Bereitstellung der von den Deutschen geforderten Anzahl an Juden auf dem Umschlagplatz für die Abtransporte nach Treblinka. Die Transferstelle Warschau fungierte als deutsche Verwaltung des Sammellagers. Sie regelte und kontrollierte den Wirtschaftsverkehr hinein und heraus.
Trotz Überfüllung wurden immer mehr Menschen in den jüdischen Wohnbezirk Warschaus geschafft. Dessen Bevölkerung lag bei etwa 350.000 Menschen, insgesamt wurden etwa 500.000 Menschen in das Ghetto verschleppt. Zum Vergleich: Ende 1939 lebten in Warschau insgesamt 1,31 Millionen Menschen. Eine strikte Nahrungsrationierung zog Hunger und Seuchen nach sich. Der polnische Mediziner Ludwik Hirszfeld, der von 1941 bis 1943 im Warschauer Ghetto eingepfercht war, schilderte die menschenunwürdigen Zustände dort in folgenden Worten:

„Die Straßen sind so übervölkert, daß man nur schwer vorwärts gelangt. Alle sind zerlumpt, in Fetzen. Oft besitzt man nicht mal mehr ein Hemd. Überall ist Lärm und Geschrei. Dünne, jämmerliche Kinderstimmen übertönen den Krach. […] Auf den Bürgersteigen stapeln Kot und Abfälle sich zu Haufen und Hügeln. […] Ich sehe ungeheuer viele Männer und Frauen, die vom Ordnungsdienst gejagt werden. [...] Sie stammen aus den Kleinstädten der Umgebung. Alte, Krüppel und Gebrechliche werden an Ort und Stelle selbst liquidiert. […] Oft liegt etwas mit Zeitungen Zugedecktes auf dem Bürgersteig. Schrecklich ausgezehrte Gliedmaßen oder krankhaft angeschwollene Beine schauen meistens darunter hervor. Es sind die Kadaver der an Flecktyphus Verstorbenen, die von den Mitbewohnern einfach hinausgetragen werden, um die Bestattungskosten zu sparen. […] Tausende von zerlumpten Bettlern erinnern an das hungernde Indien. Grauenhafte Schauspiele erlebt man täglich.“

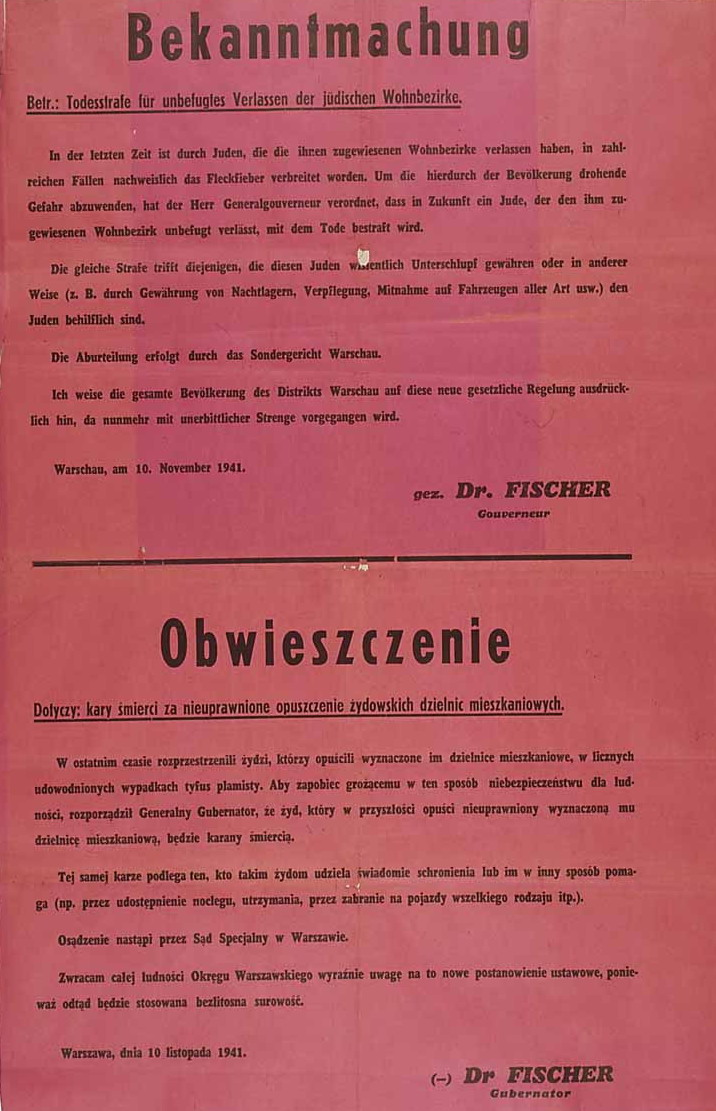
Ankündigung der Todesstrafe für unbefugtes Verlassen der jüdischen Wohnbezirke, Warschau 10. November 1941

Viele Ghettobewohner wurden von der SS zu Arbeiten in verschiedenen Großbetrieben, den sogenannten Fabriken, deutscher Unternehmer und Zulieferer für das Militär gezwungen. Anfangs waren außerhalb des Ghettos ungefähr weitere 50 Privatbetriebe ansässig, in denen Juden Zwangsarbeit verrichten mussten. Die weitaus größten dieser Shops waren Többens und Schultz  Co. GmbH. Tätigkeiten außerhalb des Lagers wurden immer mehr eingeschränkt.
Die Lebensmittelzuteilungen der Ghettobewohner umfassten täglich 184 Kilokalorien pro Kopf, während Polen 634 und Deutsche 2310 Kilokalorien erhielten.
Trotz der menschenfeindlichen Bedingungen gab es im Ghetto eine Form des Kulturlebens, das sich angesichts des alltäglichen Überlebenskampfes, der Bedrohung durch Hunger, Seuchen und der gewaltsamen Aktionen der Deutschen, weitgehend im Untergrund abspielte: Angefangen bei den sogenannten Hauskomitees, die sich um die Belange der Ärmsten kümmerten, über die Jugendabteilungen, die für Waisenkinder Kinderecken organisierten, Theater spielten (im Waisenhaus von Janusz Korczak) und Bibliotheken betrieben (Bibliothek von Bacia Temkin-Berman), um der gequälten Jugend wenigstens einige kurze Momente der Ablenkung von der Hölle des Ghettoalltags zu ermöglichen, bis hin zu größeren Konzert- und Literaturabenden auf Dachböden und in Hinterhöfen, die jederzeit von der SS entdeckt werden konnten (Theater der Bluma Fuswerk, Sinfoniekonzerte unter Leitung von Simon Pullman, Auftritte der Sängerin Marysia Ajzensztat und des jungen Geigers Ludwig Holomann oder Ausstellungen des Bildhauers Feliks Frydman). So entstanden schon in der Anfangszeit des Ghettos 1940/41 wichtige Kontakte für die Arbeit der konspirativen Jugendabteilungen und anderen illegalen Hilfsorganisationen (z. B. Judenhilferat Żegota unter Julian Grobelny, Helena Grobelna, Władysław Bartoszewski, Adolf Berman u. a., – nicht zu verwechseln mit dem von den Deutschen eingesetzten Judenrat), die Pläne für den Partisanenkrieg außerhalb des Sammellagers und schließlich auch für den Ghettoaufstand vom April/Mai 1943 ausarbeiteten.

## Widerstand und Aufstand

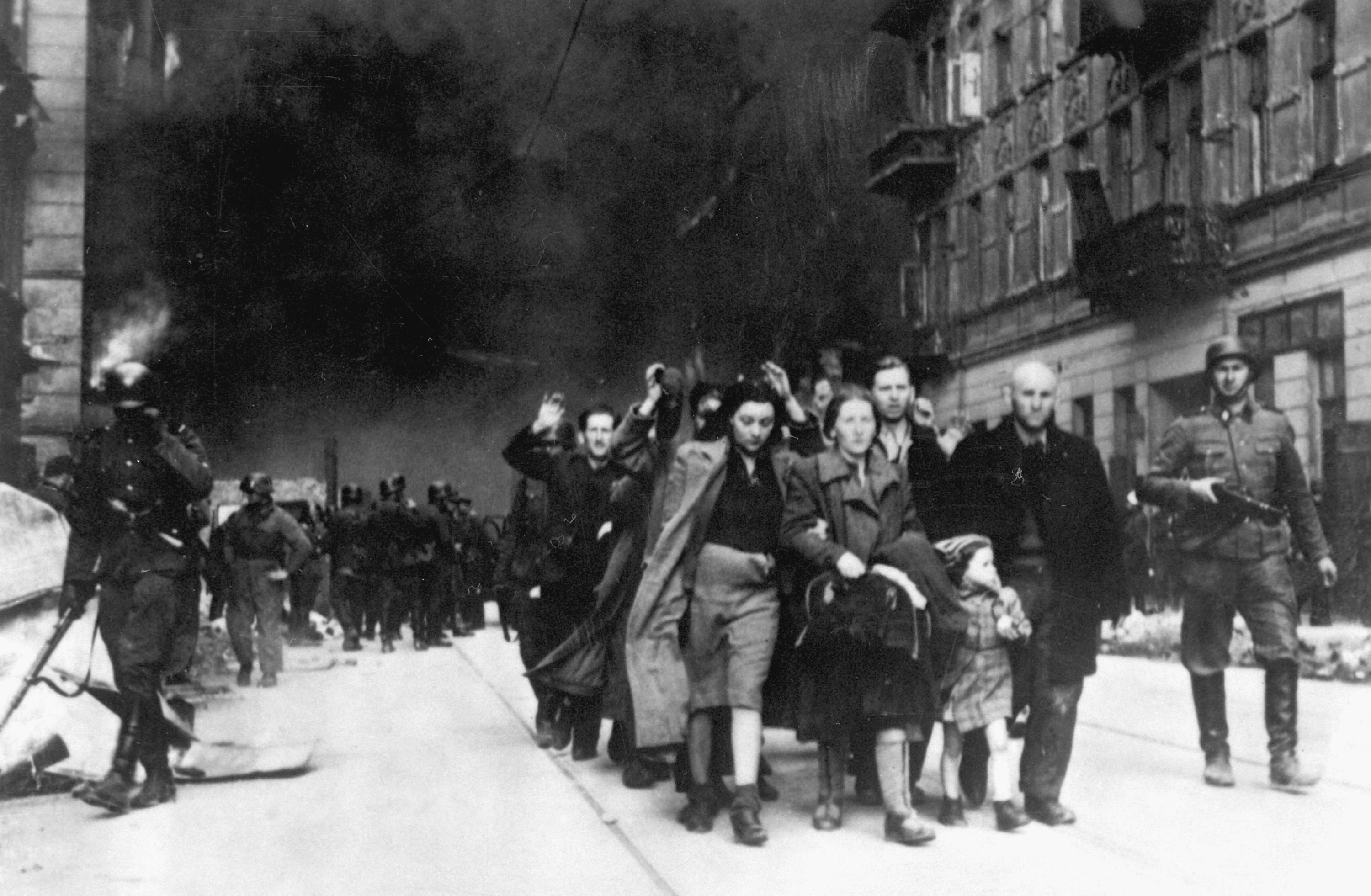
Gefangene jüdische Bewohner des Ghettos werden von der SS durch die brennenden Straßen abgeführt (Mai 1943)

Das Warschauer Ghetto wurde durch die SS ab dem 22. Juli 1942 in der „Großen Aktion“ im Rahmen der Aktion Reinhardt schrittweise aufgelöst. Die Ghettobewohner wurden in Vernichtungslager geschickt, die meisten von ihnen nach Treblinka. Mit den fortschreitenden Deportationswellen wurden die Ghettos räumlich verkleinert, bis sie schließlich vollständig „liquidiert“ wurden, so der deutsche Sprachgebrauch für den Mord an allen übrigen Gefangenen.
Nach den großen Deportationen im Sommer 1942 war das Ghetto kein Wohnbezirk mehr, sondern ein großes Lager mit Zwangsarbeitern, von den Deutschen als Restghetto bezeichnet, das kein zusammenhängendes Gebiet darstellte. Jetzt waren viele der verbliebenen Gefangenen des Restghettos von ihren wenige Straßen weiter noch lebenden Familienangehörigen abgeschnitten, und auch die „Shops“ – so nannte man die deutschen Unternehmen, die auf dem Ghettogelände, aber auch außerhalb, auf der „arischen“ Seite produzierten – waren für viele nun unerreichbar – dabei bedeutete ein Arbeitsnachweis in einem der Shops („Zwangsarbeitserlaubnis“) das (vorläufige) Recht zu überleben. Nachdem auch die letzten Shops auf der „arischen“ Seite außerhalb des Ghettos Anfang September endgültig geschlossen worden waren, folgten weitere Verkleinerungen des verbliebenen Ghettos. Da die Deutschen nun viele jüdische Zwangsarbeiter des Ghettos nicht mehr benötigten, mussten sich am 6. September 1942 um 10 Uhr morgens alle Ghettobewohner im Karree zwischen Miła-, Lubecki- und Stawki-Straße versammeln – zu neuerlichen Selektionen, die das Ghetto weiter verkleinern sollten. Einer der Bewohner der Miła-Straße, bis dahin angestellt im Shop der Ostdeutschen Bautischlerei-Werkstatt, beobachtete das Geschehen der sog. Großen Aktion an jenem Morgen:

„Ich selbst wohne in der Miła-Straße 6; am 6. September stand ich seit dem frühen Morgen am Fenster und beobachtete alles. Kein Bericht, kein Bild mag den Albtraum jenes Morgens wiederzugeben. Einige zehntausend ausgemergelte, verzweifelte, ungewaschene Gesichter. Mütter mit Kindern auf dem Arm, weinende Kinder, den Müttern mit Gewalt entrissen. Massen, Massen und immer wieder diese Massen, die hin und her irren, mit verzweifelten Blicken. Der Zug nimmt kein Ende. Und diese Selektionen finden statt, und ein Teil kehrt zurück, doch die Mehrheit – einige zehntausend – wird zum Umschlagplatz geführt.“

Es gelang einer Gruppe um Emanuel Ringelblum, das jüdische Leben im Warschauer Ghetto während der Gefangenschaft ab 1939 für die Nachwelt in einem teilweise erhaltenen Untergrundarchiv namens Oneg Schabbat, benannt nach dem traditionellen Beisammensein am Freitagabend zu Beginn des Schabbat, zu dokumentieren.
Das Warschauer Ghetto wurde von den Besatzern wiederholt brutal verkleinert, und bei den verbliebenen Ghettobewohnern, die oft den Verlust ihrer gesamten Familie, von Verwandten und Freunden zu beklagen hatten, wuchsen Unsicherheit und Bedrohung von Tag zu Tag. So lebten Anfang 1943 offiziell noch etwas mehr als 40.000 Menschen im Ghetto. Historiker gehen jedoch von weiteren bis zu 30.000 illegalen Ghettobewohnern aus. Etliche beschlossen nun, den sicheren Tod vor Augen, bewaffneten Widerstand gegen die SS-Einheiten und ihre Helfer zu leisten. Am 19. April 1943 begann die Jüdische Kampforganisation (poln. Żydowska Organizacja Bojowa oder ŻOB bzw. ZOB) den mehrere Wochen dauernden Aufstand im Ghetto. Der Aufstand wurde bis zum 8. Mai von der SS unter Jürgen Stroop blutig niedergeschlagen. Der Widerstand hielt aber noch bis zum 16. Mai an. Erst mit der vollständigen Niederbrennung des gesamten Ghettos konnte die SS das Gebiet unter ihre Kontrolle bringen. Das Ghetto selbst wurde nun endgültig aufgelöst und vollständig zerstört, die noch verbliebenen Bewohner wurden entweder an Ort und Stelle erschossen oder aber in die Vernichtungslager (vor allem Treblinka) abtransportiert. Nur einige wenige konnten durch die mit Rauchbomben und Sprengsätzen präparierte Kanalisation entkommen, unter ihnen einige führende Mitglieder des Stabes der Jüdischen Kampforganisation: Hersz Berliński, Marek Edelman und Zivia Lubetkin.
Am 16. Mai 1943 konnte SS-Brigadeführer Jürgen Stroop telegraphisch General Krüger in Krakau melden:

„[…] Der ehemalige Jüdische Wohnbezirk Warschaus besteht nicht mehr. Mit der Sprengung der Warschauer Synagoge wurde die Großaktion um 20.15 Uhr beendet. […] Gesamtzahl der erfassten und nachweislich vernichteten Juden beträgt insgesamt 56.065. Und er fügte hinzu: Meine Leute haben ihre Pflicht einwandfrei erfüllt. Ihr Kameradschaftsgeist war beispiellos.“

Diese Meldung stellt das offizielle Ende des Warschauer Ghettos dar. Auch wenn der Ghettoaufstand selbst mit einer beinahe vollständigen Ermordung endete, wurde er von vielen anderen Juden in Ghettos und Konzentrationslagern zum Vorbild genommen: Im Juni 1943 erhoben sich jüdische Jugendliche im besetzten Lemberg und Tschenstochau gegen die Deutschen. Weitere Aufstände gab es am 3. August in Będzin - Kamionka, Sosnowiec - Środula (Sosnowitz - Schrodel und Klein Schrodel) und am 16. September in Białystok – zur Niederschlagung letzteren Aufstands wurde Unterstützung von Artillerie und Luftwaffe herangezogen. Auch in den Vernichtungslagern Treblinka, wo die meisten Warschauer Juden ermordet wurden, und Sobibor fanden bewaffnete Aufstände statt. Der Aufstand von Treblinka erfolgte am 2. August 1943, der Aufstand von Sobibór am 14. Oktober 1943. Gleichzeitig begannen in Warschau die polnischen und jüdischen Untergrundorganisationen, unterstützt von der Bevölkerung, mit den Vorbereitungen für den großen Warschauer Aufstand, der am 1. August 1944 begann.
Arnold Schönberg setzte den Opfern mit seiner Komposition Ein Überlebender aus Warschau („A Survivor from Warsaw“) ein musikalisches Denkmal.

## Nach dem Aufstand
Nach der Niederschlagung des Ghettoaufstandes begannen die Deutschen mit der systematischen Zerstörung der Überreste des ehemaligen jüdischen Wohnbezirks, der ca. 400 Hektar umfasste. Dabei wurden auch vermehrt unbezahlte Arbeitskräfte – ungarische, slowakische, griechische und polnische Juden aus Auschwitz – eingesetzt, die in einem Arbeitslager auf dem ehemaligen Ghettogelände untergebracht waren. Gleichzeitig fanden im Mai 1943 groß angelegte Razzien gegen die polnische Intelligenz in Warschau und im gesamten Generalgouvernement statt – so wurden nach der Sprengung der Warschauer Synagoge im April 1943 an einem einzigen Tag etwa 700 Personen aus hochgeachteten Warschauer Familien in das Warschauer Gestapogefängnis eingeliefert; 14 Tage später wurden diese Mitglieder der polnischen Intelligenz auf dem Gelände des ehemaligen Ghettos ermordet, das nun zur Richtstätte für unzählige Polen und auch für zahlreiche aus dem Ghetto entkommene und im polnischen und deutschen Teil Warschaus untergetauchte Juden sowie für deren mutige Lebensretter wurde. Zur Internierung von aufgeflogenen Untergrundkämpfern und Juden diente den Besatzern vor allem das (seit 1829 bestehende) Pawiak-Gefängnis, auf dessen Gelände fast täglich Erschießungen durch die SS stattfanden – hier wurde 1944 auch der Historiker und Initiator des Ringelblum-Archivs (Konspiratives Forschungs- und Dokumentationsinstitut für die polnischen Juden im Zweiten Weltkrieg, Oneg Schabbat = Freude am Schabbat), Emanuel Ringelblum, zusammen mit seiner Frau und seinem Sohn erschossen.
In den übriggebliebenen Ruinen des total zerstörten Warschauer Ghettos konnten trotz wiederholter deutscher Razzien und Terrormaßnahmen noch einige untergetauchte Bewohner und Verfolgte bis zur Befreiung durch die Rote Armee überdauern – einige dieser Robinsons aus dem ehemaligen Ghetto beteiligten sich im Jahre 1944 auch am großen Warschauer Aufstand. So endete die Geschichte des Warschauer Ghettos keineswegs mit der Sprengung der großen Warschauer Synagoge am 16. Mai 1943.
Teilweise auf dem ehemaligen Gelände des Ghettos wurde nach dem Aufstand das Konzentrationslager Warschau von den Nationalsozialisten errichtet.
Nach jahrzehntelanger Diskussion wurde am 26. Juni 2007 gegenüber dem Ehrenmal des jüdischen Ghettos der Grundstein für das Museum der Geschichte der polnischen Juden gelegt. Das Museum zeigt die gesamte Geschichte der Juden in Polen vom Mittelalter bis zur Jahrtausendwende, darunter ausführlich die Zeit des Warschauer Ghettos. Es umfasst ca. 12.800 m² Ausstellungsfläche und wurde am 19. April 2013 mit einer Feier anlässlich des 70. Jahrestages des Beginns des Warschauer Ghettoaufstandes teil- und 2014 gänzlich eröffnet.

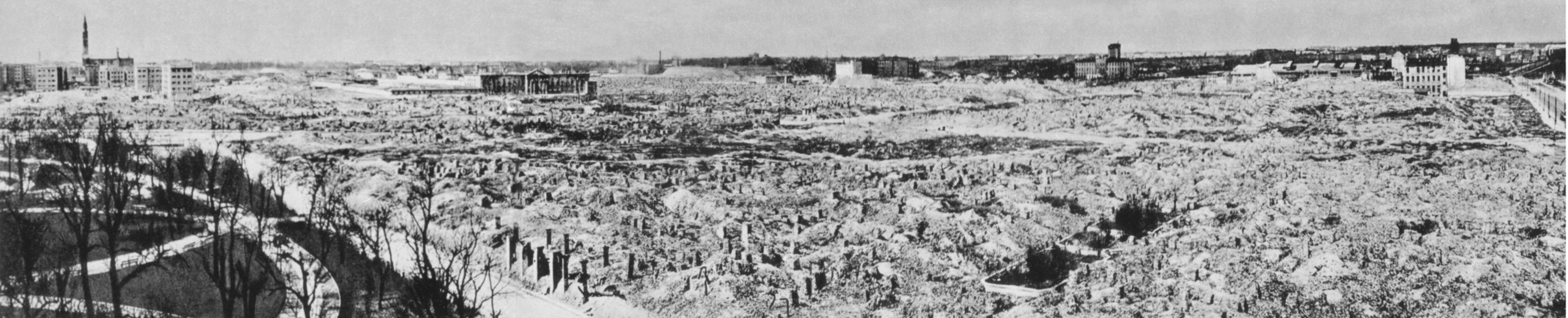
Warschauer Ghetto nach der Zerstörung 1945

## Strafprozesse in Deutschland

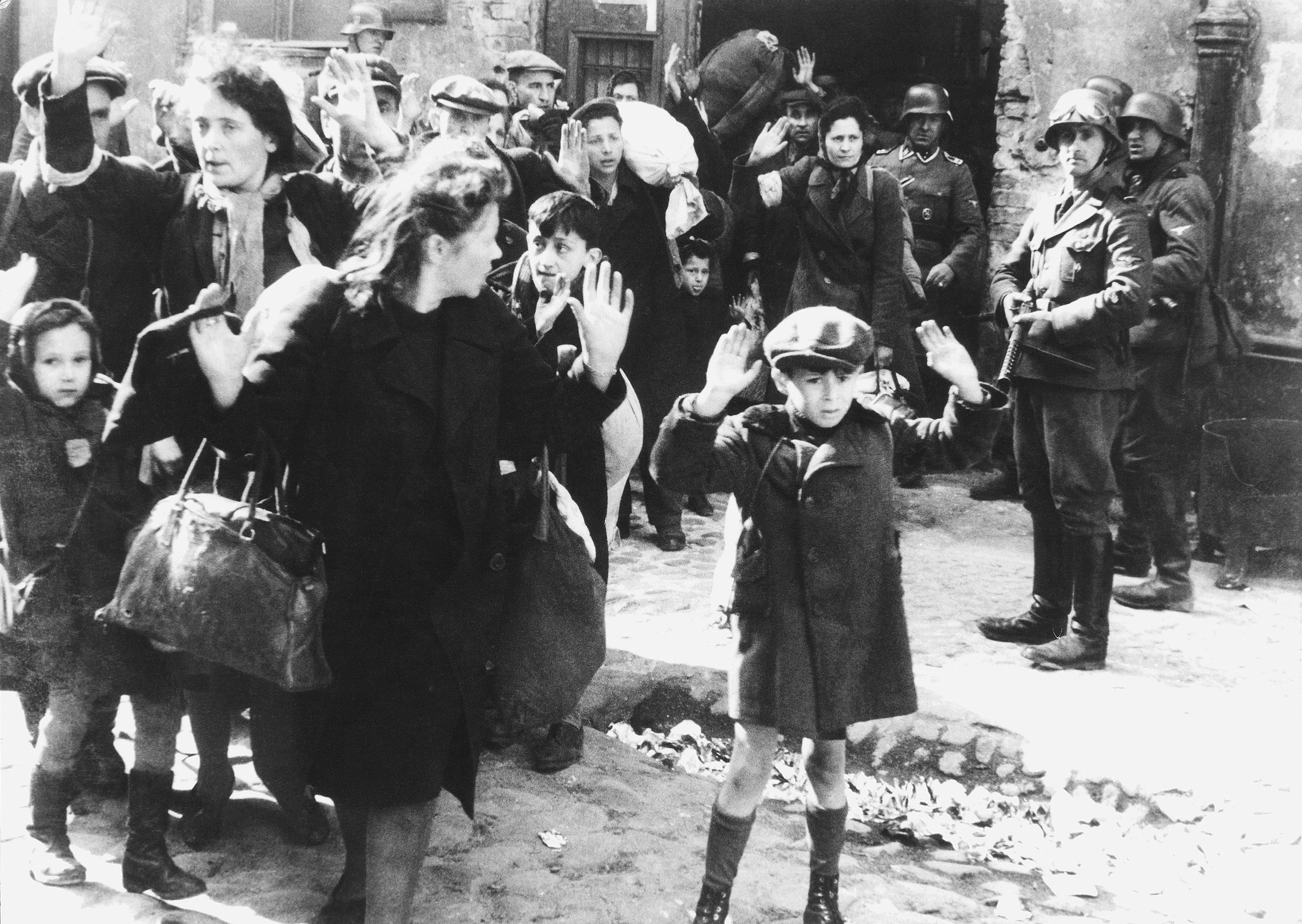
Das Foto des Jungen aus dem Warschauer Ghetto wurde im Nürnberger Hauptkriegsverbrecherprozess erwähnt.

Am 31. März 1954 sprach das Landgericht Dortmund 20 Angehörige des Polizei-Bataillons 61 des Mordvorwurfes frei, Ende Juni/Anfang Juli 1942 in einer vorbereiteten Massenexekution 110 Juden, darunter 10 Frauen, erschossen zu haben, vielmehr war das Schwurgericht zu der Überzeugung gelangt, „dass sämtliche an der Exekution irgendwie beteiligten Angeklagten in einem erwiesenen echten Nötigungsnotstand gehandelt haben“. Demgegenüber betonen Historiker wie Christopher Browning und Stefan Klemp in ihrer Kritik an dem Urteil, dass die Schutzbehauptungen der Angeklagten, sie hätten im „Befehlsnotstand“ so handeln müssen, da sonst ihr Leben in Gefahr gewesen sei, keine reale Basis hatte, da nie ein Fall aktenkundig wurde, dass eine entsprechende Weigerung unbewaffnete Zivilisten zu töten, eine gnadenlose Bestrafung zur Folge gehabt hätte.

## Bekannte Häftlinge im Warschauer Ghetto
siehe auch Kategorie:Häftling im Warschauer Ghetto
- Mordechaj Anielewicz (1919–1943), Anführer des Ghetto-Aufstands
- Majer Balaban (1877–1942), Historiker des polnischen Judentums
- Adolf Berman (1906–1978), Generalsekretär der Untergrundorganisation Żegota, israelischer Politiker
- Halina Birenbaum (* 1929), israelische Schriftstellerin und Übersetzerin
- Adam Czerniaków (1880–1942), Vorsitzender des Ältestenrates
- Janina David (1930–2023), Schriftstellerin und Übersetzerin
- Marek Edelman (1919–2009), einer der Anführer des Ghetto-Aufstands
- Michał Friedberg (1887–1946), verantwortlich für die Krankenhäuser im Ghetto
- Mira Fuchrer (1920–1943), Widerstandskämpferin im Warschauer Ghetto
- Bronisław Geremek (1932–2008), Historiker und Politiker, Karlspreisträger
- Ludwik Hirszfeld (1884–1954), Arzt
- Jizchak Katzenelson (1886–1944), Dichter
- Janusz Korczak (1878/1879–1942), Kinderarzt und Pädagoge
- Samuel Landau (1882–1942), Schauspieler des jiddischen Theaters
- Vladka Meed (1921–2012), Widerstandskämpferin
- Uri Orlev (1931–2022), israelischer Kinderbuchautor
- Simon Pullman (1890–1942), Dirigent des Sinfonieorchesters
- Marcel Reich-Ranicki (1920–2013), Literaturkritiker und Publizist
- Emanuel Ringelblum (1900–1944), Historiker, Politiker, Pädagoge und Begründer des Untergrundarchivs Oneg Schabbat
- Irena Sendler (1910–2008), schmuggelte jüdische Kinder aus dem Ghetto, Gerechte unter den Völkern
- David Spiro (1901–1970), Rabbiner
- Władysław Szpilman (1911–2000), Pianist und Komponist
- Pola Walter (geb. vor 1900; gest. um 1942), Schauspielerin des jiddischen Theaters
- Lidia Zamenhof (1904–1942), Übersetzerin und Schriftstellerin

## Rezeption

### Tagebücher und Autobiographisches
- Rachel Auerbach: Schriften aus dem Warschauer Ghetto. Bearb. von Karolina Szymaniak. Metropol, Berlin 2022, ISBN 978-3-86331-673-0 (Markus Roth: Rezension, Wissenschaftlicher Literaturanzeiger 62/1 (2023)).
- Janina Bauman: Als Mädchen im Warschauer Ghetto. Ein Überlebensbericht. Hueber, Ismaning bei München 1986, ISBN 3-19-005510-6.
- Adam Czerniaków: Im Warschauer Getto. Das Tagebuch des Adam Czerniaków 1939–1942. Beck, München 1986, ISBN 3-406-31560-7. (zuerst in englischer Sprache erschienen: Raul Hilberg, Stanisław Staron, Joszef Kermish (Hrsg.): The Warsaw diary of Adam Czerniakow. Stein & Day, New York 1979, ISBN 0-8128-2523-3).
- Janina David: Ein Stück Himmel. Erinnerungen an eine Kindheit. Übers. v. Hannelore Neves. 1981, ISBN 3-423-62047-1.
- Lena Einhorn: Ninas Reise: Wie meine Mutter dem Warschauer Ghetto entkam. Aus dem Schwedischen von Susanne Dahmann, Heyne, München 2006, ISBN 3-453-60042-8.
- Israel Gutman: The Jews of Warsaw 1939–1943. In: Encyclopaedia of the Holocaust. The Harvester Press, Brighton 1982 (englisch).
- Israel Gutman: Letzte Zeugen – Juden in Warschau. In: „Fremdling du: ein Überlebender aus Warschau.“ Bilder, Gedichte, Musik. Mit Beiträgen v. Andreas Felger, Abba Kovner, Nelly Sachs, Arnold Schönberg. Schocken, Tel Aviv; Präsenz-Verlag, Gnadenthal 1993, ISBN 3-87630-456-3.
- Sabine Gebhardt-Herzberg: Das Lied ist geschrieben mit Blut und nicht mit Blei. Mordechaj Anielewicz und der Aufstand im Warschauer Ghetto. Selbstverlag, Bielefeld 2003, ISBN 3-00-013643-6.
- Chaim Aron Kaplan: Buch der Agonie – Das Warschauer Tagebuch des Chaim A. Kaplan. Hrsg. von Abraham I. Katsh. Insel Verlag, Frankfurt am Main 1967.
- Janusz Korczak: Tagebuch aus dem Warschauer Ghetto 1942. Vandenhoeck & Ruprecht, Göttingen 1996, ISBN 3-525-33579-2.
- Roma Ligocka: Das Mädchen im roten Mantel. Droemer, München 2000, ISBN 3-426-27209-1.
- Zivia Lubetkin: Die letzten Tage des Warschauer Gettos. Neuausgabe, mit einem Beitrag von Edith Laudowicz: Widerstand der Frauen im Warschauer Ghetto. Berlin 2019, ISBN 978-3-945980-35-4 (pdf)
- Uri Orlev: Die Insel in der Vogelstraße. Ravensburger TB, Ravensburg 1990, ISBN 3-473-58075-9.
- Marcel Reich-Ranicki: Mein Leben. dtv, München 2000, ISBN 3-423-12830-5.
- Ingelene Rodewald: Zeugin des Grauens. Helmy Spethmann und ihre Fotografien aus dem Warschauer Ghetto. Husum 2014, Husum Druck- und Verlagsgesellschaft mbH und Co KG, ISBN 978-3-89876-752-1.
- Simha Rotem: Kazik. Erinnerungen eines Ghettokämpfers. Verlag der Buchläden Schwarze Risse / Rote Straße, Berlin 1996, ISBN 3-924737-27-4.
- Hella Rufeisen-Schüpper: Abschied von Mila 18. Als Ghettokurierin zwischen Krakau und Warschau. Köln 1998, ISBN 3-921232-47-3.
- Władysław Szpilman: Der Pianist. Mein wunderbares Überleben. Ullstein, Berlin 2005, ISBN 3-548-36351-2.

### Zeitgenössische Fotografien
- Ingelene Rodewald: Helmy Spethmann: Lazarettschwester im Warschauer Ghetto. In: einestages.spiegel.de. 24. Sept. 2010 (12 private Fotografien der deutschen Hilfsschwester in einem dt. Reserve-Militärlazarett in Warschau. Straßenszenen, Bestattungen. Aufgenommen im Mai 1941 – ungefähre Datierung)
- Günter Schwarberg, Heinrich Jöst: Das Getto. Geburtstagsspaziergang in die Hölle. Steidl, Göttingen 1995/2002. Ein Soldat der Wehrmacht machte 1942 heimlich Aufnahmen im Warschauer Getto. Die erschütternden Bilder zeigen das „normale“ Leben im Getto: Menschen auf der Straße, Bettler, Straßenmusiker, Abtransport von Leichen sowie deren Bestattung in Massengräbern.
- Fotoalbum der jüd. Selbsthilfeorganisation ZSS (mit deutschem Text, 96 Bilder)

### Romane
- Jurek Becker: Jakob der Lügner. Roman. Suhrkamp, Frankfurt 2000, ISBN 3-518-18815-1 (zwei Verfilmungen, siehe unter Spielfilme).
- John Hersey: Der Wall [korrekt müsste es "Die Mauer" heißen]. Roman. Diana, Baden-Baden/ Stuttgart 1951; Rowohlt, Taschenbuch 1956; Europa-Verlag, Wien 1982, ISBN 3-203-50771-4. Titel der englischen Originalausgabe "The Wall", 1950. Deutsch von Ernst Bucher und Edwin Maria Landau.
- Icchokas Meras: Remis für Sekunden. Aus dem Litauischen von Irene Brewing. Aufbau, Berlin 1995, ISBN 3-7466-1752-9.
- Jarosław Marek Rymkiewicz: Umschlagplatz. Aus dem Polnischen von Martin Pollack, Rowohlt, Berlin 1993, ISBN 3-87134-059-6.
- David Safier: 28 Tage lang, Kindler, Reinbek bei Hamburg 2014, ISBN 978-3-463-40640-4 / Rowohlt rotfuchs 21174: ISBN 978-3-499-21174-4 (ein Jugendroman).
- Jerry Spinelli: Asche fällt wie Schnee. 2. Auflage. Dressler, Hamburg 2006, ISBN 3-7915-1964-6.
- Marcin Szczygielski: Flügel aus Papier. Kinderbuch. Aus dem Polnischen von Thomas Weiler, Fischer Sauerländer, Frankfurt am Main 2015, ISBN 978-3-7373-5212-3.
- Szczepan Twardoch: Das schwarze Königreich. Berlin 2020.
- Leon Uris: Mila 18. Roman. Heyne, München 2001, ISBN 3-453-19918-9.
- Eva Weaver: Jakobs Mantel. Aus dem Englischen von Werner Löcher-Lawrence. Droemer, München 2013, ISBN 978-3-426-19963-3 (Originaltitel: The Puppet Boy of Warsaw, Weidenfeld & Nicolson, London 2013, ISBN 978-0-297-86827-9).
- Bogdan Wojdowski: Brot für die Toten. Roman. Aus dem Polnischen von Henryk Bereska, Verlag Volk und Welt, Berlin 1974.

### Musik und Bühne
Melodram
- Arnold Schönberg: Ein Überlebender aus Warschau („A Survivor from Warsaw“, 1947) für Erzähler, Männerchor und Orchester

Theaterstück
- Thomas Harlan: Ich selbst und kein Engel (1958)

### Filme

#### Propagandafilm
- Fritz Hippler: Der ewige Jude (1940) (der im Stil eines Dokumentarfilms gehaltene Propagandastreifen enthält Aufnahmen aus dem Ghetto)

#### Spielfilme
- Frank Beyer: Jakob der Lügner (1974)
- Lena Einhorn: Nina’s Journey (2005)
- Peter Kassovitz: Jakob der Lügner (1999)
- Roman Polański: Der Pianist (2002)
- Dror Zahavi: Mein Leben – Marcel Reich-Ranicki (2009)
- Uprising – Der Aufstand (2001)

#### Dokumentarfilme
- Tomasz Pijanowski: The Warsaw Getto. Das Warschauer Ghetto 1940–1943. – 912 Tage. Produktion TPS Film Studio. Polnisch, Englisch, Jiddisch, Deutsch., 3 Teile: Geschichte des Warschauer Ghettos (37'), Kinder im Ghetto (4'), Der Ghetto-Aufstand (4'). Originalaufnahmen der Zeit aus Film-Archiven, über das Alltagsleben und Sterben, den bewaffneten Widerstand und die Vernichtung des Ghettos und seiner Bewohner. Verbindende Texte Feliks Tych. Wissensch. Beratung: Jüdisches Historisches Institut (Warschau), Deutsche Sprecher: Jürgen Hensel, Jan Frontzek, B. Buschmann[13]
- Yael Hersonski: Geheimsache Ghettofilm. Das Warschauer Ghetto und die Propaganda der Nazis. Dokumentarfilm über wieder gefundene Filmszenen und über die Entstehung dieses Propagandafilms; Israel, Frankreich, Deutschland 2009, 87 Minuten.
- Roberta Grossman: Das Geheimarchiv im Warschauer Ghetto. Der Film erzählt die Geschichte des Untergrundarchivs Oneg Schabbat, das Emanuel Ringelblum zusammen mit Helfern im Ghetto mit dem Ziel aufbaute, der Nachwelt ein möglichst authentisches Bild vom Leben im Ghetto und von den Verbrechen der nationalsozialistischen Besatzer zu geben.